# Cees Bakker (scheidsrechter)
Cornelius A. ("Cees") Bakker  (17 maart 1945) is een Nederlands voormalig voetbalscheidsrechter die in de Eredivisie floot. Internationaal leidde hij drie interlands. Hij maakte zijn debuut in de hoogste afdeling van het Nederlandse voetbal op 25 augustus 1979 bij het duel Excelsior–Vitesse (2–0).

## Interlands
| Datum             | Plaats               | Wedstrijd            | Uitslag | Competitie        | Kreeg geel | Kreeg voor de tweede keer geel en dus rood | Weggestuurd |
| ----------------- | -------------------- | -------------------- | ------- | ----------------- | ---------- | ------------------------------------------ | ----------- |
| 16 november 1983  | Luxemburg, Luxemburg | Luxemburg – Engeland | 0 – 4   | EK-kwalificatie   | 0          | 0                                          | 0           |
| 23 augustus 1989  | Brussel, België      | België – Denemarken  | 3 – 0   | Vriendschappelijk | 0          | 0                                          | 0           |
| 25 september 1991 | Reykjavik, IJsland   | IJsland – Spanje     | 2 – 0   | EK-kwalificatie   | 0          | 0                                          | 0           |